# Zabalius albifasciatus
Zabalius albifasciatus är en insektsart som först beskrevs av Karsch 1896.  Zabalius albifasciatus ingår i släktet Zabalius och familjen vårtbitare. Inga underarter finns listade i Catalogue of Life.